# Tell es-Safi
Tell es-Safi, Tall al Safi, Tel Safi o Tel Tsafit (en árabe تل الصافي, Tall aṣ-Ṣāfī, "la colina blanca"; en hebreo תל צפית, Tel Tzafit) fue una localidad palestina, situada en las orillas del sur del Uadi Ajjur, a 35 kilómetros al noroeste de Hebrón, cuya población palestina fue expulsada durante la guerra árabe-israelí de 1948 por orden de Shimon Avidan, comandante de la Brigada Guivati.
Las excavaciones arqueológicas muestran que el sitio (un tel o ciudad en una colina) estuvo continuamente habitado desde el V milenio a. C. Se cree que allí estuvo situada la ciudad filistea de Gat, una de las cinco ciudades filisteas mencionadas en la Biblia. En el mapa de Madaba, su nombre es mencionado como Saphitha, mientras que los cruzados la llamaron Blanche Garde. Los geógrafos árabes lo mencionan en los siglos XIII y XVI. Bajo el Imperio Otomano, formó parte del distrito de Gaza. En tiempos modernos, las casas fueron construidas con adobe (ladrillo secado al sol) y sus habitantes, musulmanes, con cultivos de cereales y huertos.
Hoy, Tell es-Safi es un parque nacional de Israel que abarca el sitio arqueológico que se cree fue la ciudad filistea de Gat mencionada en la Biblia. Restos del fuerte de los cruzados y la aldea árabe también pueden verse en el tell.

## Situación y topografía

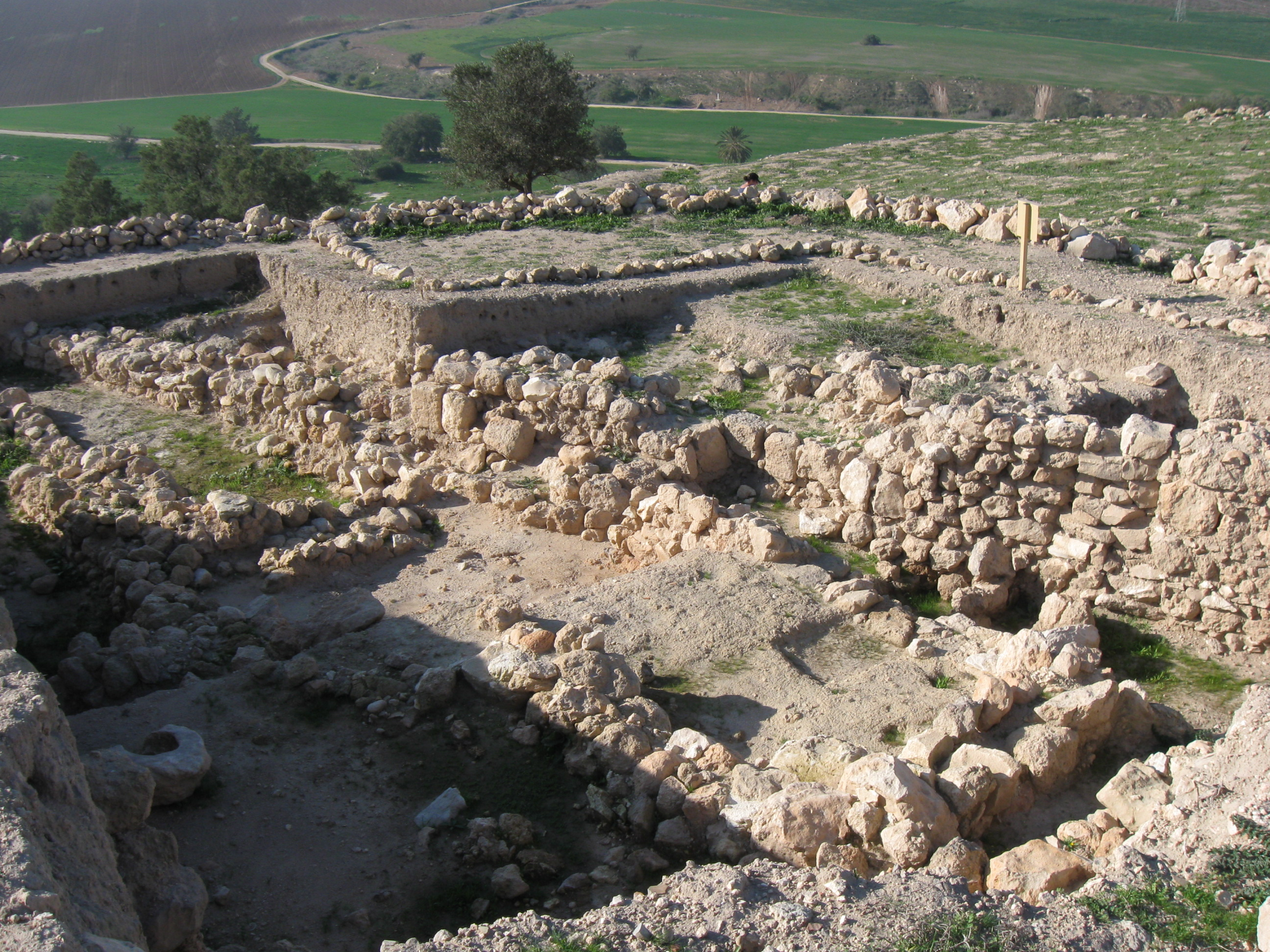
Excavación en Tel Tzafit.

Tell es-Safi se encuentra en un sitio a 91 m sobre la llanura de Filistea y a 210 m sobre el nivel del mar. Sus precipicios blanquecinos se pueden ver desde el norte y el oeste desde puntos muy lejanos. Tell es-Safi está situada sobre la «ruta 6» entre las ciudades israelíes de Ashkelon al oeste y Beit Shemesh al este y es uno de los mayores sitios de la Edad del Bronce y la Edad del Hierro.

## Historia
Las primeras excavaciones en el sitio comenzaron en 1899, cuando Frederick J. Bliss y R. A. Stewart Macalister trabajaron durante tres temporadas para el Fondo de Exploración de Palestina. Si bien en los inicios de la arqueología, los métodos de Bliss eran razonablemente avanzados para aquellos tiempos, la excavación no logró su objetivo principal de identificar con certeza el sitio como Gat, pero sí determinó correctamente la estratigrafía.
Se han llevado a cabo excavaciones desde 1996 donde se ha comprobado que el sitio estuvo habitado virtualmente, de manera continua, desde el Calcolítico hasta los tiempos modernos.

### Edades del Bronce y del Hierro
La estratigrafía atestigua su asentamiento en los últimos períodos de la Edad del Bronce y la Edad del Hierro (I y II). Se evidencia una gran ciudad en la Edad del Hierro y el sitio estaba cercado por tres lados con un gran foso.
Hoy se acepta ampliamente que Tell es-Safi era el sitio de la ciudad filistea de Gat. Como escribe Schniedewind, la gran razón por la que Gat era tan importante para los filisteos en el siglo VIII a. C. fue su posición geográfica fácilmente defendible. William Foxwell Albright se oponía anteriormente a esta identificación, señalando que estaba demasiado cerca de Tel Miqne (Ecrón), pero las excavaciones arrojaron mayor evidencia para Tell es-Safi. 
Es cierto que los sitios están a solo 8 km de distancia. Sin embargo, parece ser un punto discutible ahora, ya que no hay duda de que tanto Tell es-Safi como Tel Miqne fueron sitios importantes en el Bronce Medio y la Edad del Hierro. La verdadera pregunta es cómo entender su proximidad. Primero, las características agrícolas ideales de esta región de la llanura costera del sur explican por qué estos dos sitios estaban tan juntos. Además, no podemos estar seguros de que los dos sitios florecieran simultáneamente. Las fuentes literarias sugieren que Gat floreció a finales del Bronce y principios de la Edad del Hierro hasta su destrucción por los asirios a fines del siglo VIII a. C. El apogeo de Ecrón, por otro lado, fue el siglo VII a. C., después de que los asirios se apoderaron del sitio como centro administrativo agrícola (Dothan y Gitin, 1993).
Es importante la cerámica filistea encontrada en el lugar que fue objeto de comercio y es muy similar a la cerámica encontrada en Ecrón. Por las dos poblaciones pasaban rutas comerciales que llevaron riqueza a la región y pudieron alcanzar un urbanismo avanzado para la época.

### Período de las Cruzado y ayubí
Durante las Cruzadas, el sitio se llamaba Blanchegarde, ('Guardia blanca'), probablemente refiriéndose al afloramiento de rocas blancas cerca del sitio. En 1142, el rey Fulco de Jerusalén construyó un fuerte en el sitio, que fue desmantelado después de ser tomado por Saladino en 1191, y luego reconstruido por Ricardo I de Inglaterra en 1192. El rey Ricardo estuvo a punto de ser capturado mientras inspeccionaba a sus tropas allí. Poco después, Blanchegarde volvió a ser tomado por las fuerzas musulmanas. Los restos del castillo cuadrado y sus cuatro torres tuvieron cierta importancia en la localidad hasta bien entrado el siglo XIX.
Yaqut al-Hamawi, que escribió en la década de 1220, describió el lugar como un fuerte cerca de Bayt Jibrin en el área de Ramla.

### Período mameluco
El geógrafo árabe Mujir al-Din al-Hanbali señaló, alrededor de 149,5 que una localidad con este nombre estaba dentro de la jurisdicción administrativa de Gaza.

### Período otomano
Se incorporó al Imperio Otomano en 1517 con toda Palestina, y en 1596 apareció en los registros tributarios de la nahiya (subdistrito) de Gaza dentro de la sanjak de Gaza, con una población de 88 hogares musulmanes, lo que probablemente se correspondiera con alrededor de 484 personas. Los aldeanos pagaban una tasa impositiva fija del 25% sobre varios cultivos, incluidos trigo, cebada, sésamo y frutas, así como cabras y colmenas, con un total de 13.300 akçes.
En 1838, Edward Robinson describió Tell es-Safieh como una aldea musulmana, ubicada en el distrito de Gaza. Además, como "una colina o cresta oblonga aislada, que se extiende de norte a sur en la llanura, con la parte más elevada hacia el sur. El pueblo se encuentra cerca del centro, más abajo". El jeque Muhammed Sellim, pertenecía a la familia Aze de Bayt Jibrin. Después de que su familia participara en la rebelión de 1834, su padre y su tío fueron decapitados, y la familia restante recibió la orden de establecerse en Tell es-Safi.
En 1863, Victor Guérin visitó y observó dos pequeños santuarios musulmanes (walīs o walys). Una lista de aldeas otomanas de alrededor de 1870 contaba con 34 casas y 165 habitantes, aunque el recuento de la población incluía solo hombres.
El Estudio sobre Palestina Occidental del Fondo para la Exploración de Palestina de 1883, describió a Tell al-Safi como una aldea construida con ladrillos de adobe con un pozo en el valle, al norte. James Hastings señalaba que el pueblo contenía un wely o maqam sagrado.
En 1896, la población de Tell es-safije se estimaba en 495 personas.

### Período del Mandato británico de Palestina
En el censo de Palestina de 1922, llevado a cabo por las autoridades del Mandato británico de Palestina, Tal al-Safi tenía una población de 644 habitantes, todos musulmanes, aumentando en el censo de 1931 a 925, aún todos musulmanes, con un total de 208 casas habitadas.
Los aldeanos de Tall al-Safi disponían de una mezquita, un mercado y un santuario para un sabio local llamado Shaykh Mohammad. En las estadísticas de 1945 del Mandato, la población total era de 1.290, todos musulmanes, y su superficie era de 27.794 dunams. De este total, se utilizaron un total de 19.716 dunums de tierra para cereales y 696 dunums se irrigaron o usaron para huertos, mientras que 68 dunams estaban clasificadas como áreas edificadas (urbanas).

### 1948 y posterior
En 1948, Tell es-Safi fue el destino de mujeres y niños de Qastina, enviados por los hombres de Qastina, pero regresaron después de descubrir que no había suficiente agua en la aldea de acogida para satisfacer las necesidades de los recién llegados.
El 7 de julio, el comandante de Guivati, Shimon Avidan, ordenó al Batallón 51.º que tomara el área de Tall al-Safi para "destruir, matar y expulsar [lehashmid, leharog, ´legaresh] a los refugiados acampados en el área, para evitar las infiltraciones enemigas desde el este a esta importante posición". Según Benny Morris, la naturaleza de la orden por escrito y, presumiblemente, las explicaciones orales que la acompañaban, probablemente dejaron pocas dudas en la cabeza de los comandantes del batallón, de que Avidan quería que el área estuviera despejada de habitantes.
En 1992, Walid Khalidi escribió que el sitio estaba cubierto de vegetación silvestre, principalmente de las llamadas cola de zorro y plantas espinosas, intercaladas con cactus, palmeras datileras y olivos. Observó restos de un pozo y los muros de piedra derrumbados de una piscina. El terreno circundante estaba plantada por granjeros israelíes con cítricos, girasoles y cereales. Algunas tiendas pertenecientes a beduinos estaban ocasionalmente plantadas en las inmediaciones.
El sitio ahora es un parque nacional israelí y contiene el yacimiento donde continúan las excavaciones arqueológicas.